# مره، ویلتشر
latitudeمره، ویلتشرlongitudeمره، ویلتشر
مره، ویلتشر (به انگلیسی: Mere, Wiltshire) یک شهرک در بریتانیا است که در انگلستان واقع شده‌است.